# دشتوک (طبس)
دشتوک، روستایی از توابع بخش دیهوک شهرستان طبس در استان خراسان جنوبی ایران است.

## جمعیت
این روستا در دهستان دیهوک قرار دارد و براساس سرشماری مرکز آمار ایران در سال ۱۳۸۵، جمعیت آن ۵۸ نفر (۱۴خانوار) بوده‌است.